# 新疆维吾尔自治区佛教协会
新疆维吾尔自治区佛教协会是中华人民共和国新疆维吾尔自治区佛教人士组成的社会团体，成立于1983年12月。首任会长为宫明·姜巴曲日木。

## 历任领导

### 第一届
- 任期：1983年12月－1988年6月
- 会长：宫明·姜巴曲日木
- 副会长：才仁加甫、夏立宛、甘杰·列克西提、王子钝
- 秘书长：宫明·姜巴曲日木（兼）

### 第二届
- 任期：1988年6月－
- 会长：夏立宛
- 副会长：麦德尔、甘杰·列克西提、王子钝